# فرانشيسكو يانيش
فرانشيسكو يانيش (بالإيطالية: Francesco Janich)‏ (مواليد 27 مارس 1937) هو لاعب كرة قدم. يلعب مع منتخب إيطاليا لكرة القدم. سبق له أن لعب في كأس العالم لكرة القدم مع منتخب بلاده.

## مسيرته الكروية
لعب فرانشيسكو يانيش خلال مسيرته الاحترافية مع 4 أندية في سبعة عشر موسمًا ولم يسجل خلالها أي هدف ضمن 448 مباراة. حيث فاز في موسم واحد بالكأس وفي موسم واحد بالدوري.
خاض فرانشيسكو يانيش مسيرته مع نادي أتالانتا في موسم 1956–57 ولمدة موسمين، مشاركًا في 38 مباراة ولم يسجل أي هدف. ثم انتقل إلى نادي لاتسيو في موسم 1958–59 واستمر معه طيلة ثلاثة مواسم، حيث شارك في 93 مباراة ولم يسجل أي هدف أيضًا. لينتقل بعدها إلى نادي بولونيا في موسم 1961–62 ليلعب معه أحد عشر موسمًا، مشاركًا في 294 مباراة ولم يسجل أي هدف أيضًا. ثم انتقل إلى نادي لوكيزي في موسم 1972–73 لمدة موسم واحد، مشاركًا في 23 مباراة ولم يسجل أي هدف أيضًا.

## روابط خارجية
- فرانشيسكو يانيش على موقع الاتحاد الدولي (مؤرشف)  (الإنجليزية)
- فرانشيسكو يانيش على موقع قاعدة بيانات كرة القدم.إي يو (الإنجليزية)
- فرانشيسكو يانيش على موقع بيانات كرة القدم. دي إي (الألمانية)
- فرانشيسكو يانيش على موقع ناشيونال فوتبول تيمز (الإنجليزية)
- فرانشيسكو يانيش على موقع عالم كرة القدم.نت (الإنجليزية)